# Brittiska vågen

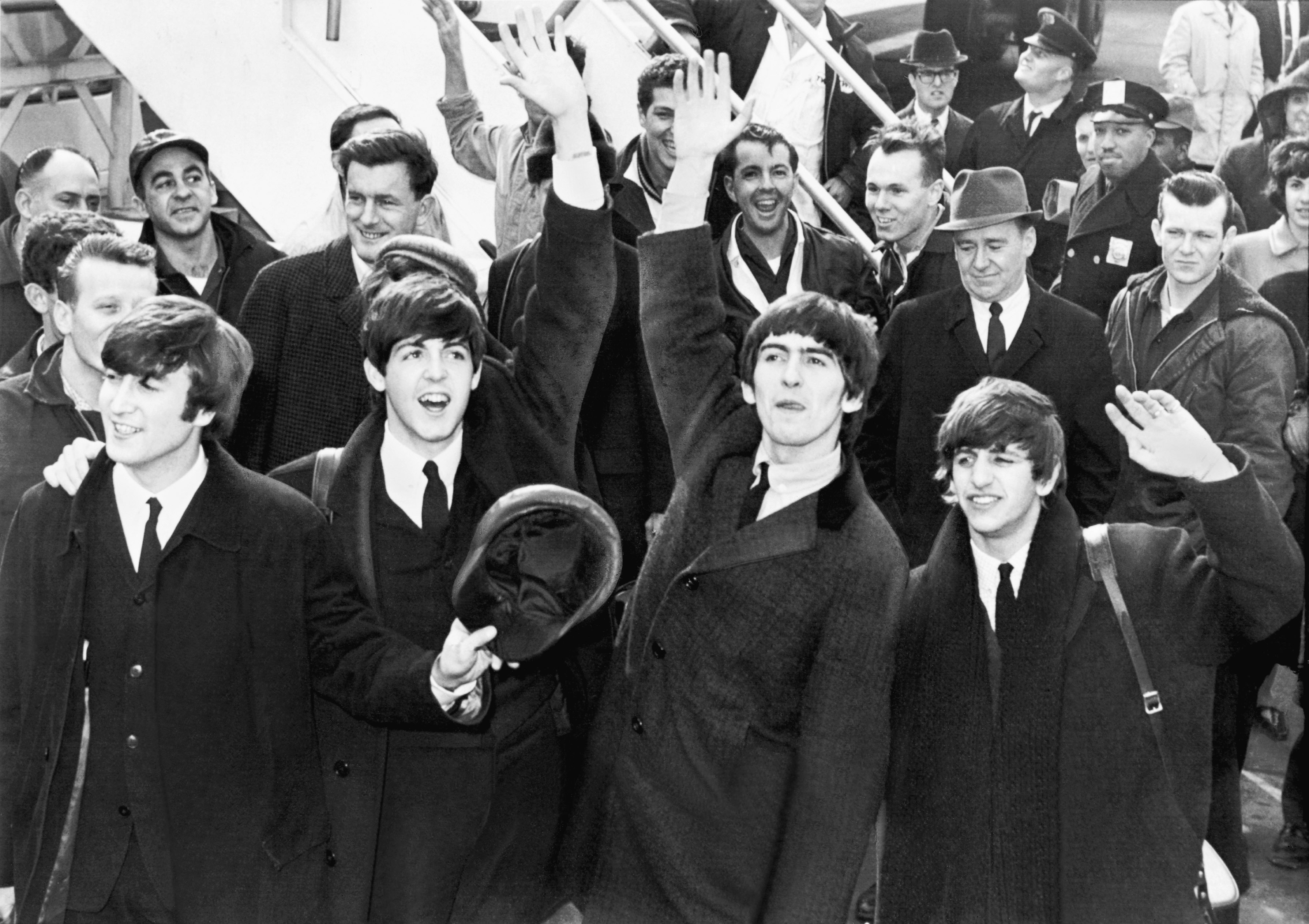
The Beatles besök i USA 1964 samt deras framträdande i The Ed Sullivan Show anses vara starten på brittiska vågen.

Brittiska vågen, brittiska invasionen (en British Invasion), är ett musikhistoriskt begrepp som syftar på mitten av 1960-talet, framför allt åren 1964-1966, då ett flertal brittiska popgrupper och artister, med The Beatles i spetsen, började toppa hitlistorna i flera länder. Det gällde främst USA, men även i andra länder, bland annat Sverige.
De flesta grupperna var inspirerade av amerikansk och svart musik, och hade redan slagit igenom i Storbritannien då de gav sig på den amerikanska marknaden.
I början och mitten av 1980-talet kom en andra brittiska våg.

## Viktiga grupper och artister
- The Animals
- The Applejacks
- The Beatles
- The Big Three
- Billy J Kramer and the Dakotas
- The Birds
- Brian Poole
- Cilla Black
- Chad & Jeremy
- Petula Clark
- Cliff Bennett and the Rebel Rousers
- Cream
- Crispian St. Peters
- Dave Berry
- Dave Dee, Dozy, Beaky, Mick and Tich
- The Dave Clark Five
- Donovan
- Downliners Sect
- The Fortunes
- The Fourmost
- Freddie and the Dreamers
- Gerry and the Pacemakers
- Herman's Hermits
- The Hollies
- The Honeycombs
- Johnny Kidd and the Pirates
- The Kinks
- Manfred Mann
- Marianne Faithfull
- The Marmalade
- The Merseybeats
- The Moody Blues
- The Nashville Teens
- The New Vaudeville Band
- Peter and Gordon
- The Pretty Things
- Procol Harum
- The Rolling Stones
- Sandie Shaw
- The Scaffold
- The Searchers
- The Shadows
- The Small Faces
- The Sorrows
- The Spencer Davis Group
- Dusty Springfield
- The Steampacket
- The Swinging Blue Jeans
- Them (irländsk rockgrupp)
- The Tremeloes
- The Troggs
- The Undertakers
- Wayne Fontana and the Mindbenders
- The Who
- The Yardbirds
- The Zombies

### Fotnoter
1. ↑  Ira A. Robbins. ”British Invasion (music) - Britannica Online Encyclopedia”. Britannica.com. http://www.britannica.com/EBchecked/topic/80244/British-Invasion. Läst 18 januari 2011.